# وادي السباع
وادي السباع هو وادٍ تاريخي معروف بالبصرة في منطقة الزبير. بين وبين البصرة ستة أميال، ذُكر أنه يمتد بين الزبير من الشمال الغربي على بعد 10 كم، وحتى الكوفة ثم يعرج غرباً ليقطع الصحراء حتى مكة المشرفة، وأن وادي السباع الذي عُرف في بلد الزبير هو الذي يبدأ من الشعيبة الشمالية وهو يفرق بلدة الزبير وكان منخفضاً خصيباً وموحشاً سكنته سباع الصحراء". ذكر ابن بطوطة في رحلته مسجد الإمام علي بالبصرة وقال "وكان صحنه مفروشاً بالحصباء الحمراء التي يُؤتى بها من وادي السباع".

## التسمية
```
سمي بذلك لأن أسماء بنت عمران بن الحاف بن قضاعة، أو أسماء بنت دريم بن القين بن أهود بن بهراء كانت تنزله ويقال لها أم الأسبع، لأن ولدها أسد وكلب والذئب والدب والفهد والسرحان. وأقبل وائل بن قاسط فلما نظر إليها رأى امرأة ذات جمال فطمع فيها، ففطنت له فقالت: لو هممت بك لأتاك أسبعي، فقال: ما أرى حولك أسبعاً، فدعت بنيها فأتوا بالسيوف من كل ناحية، فقال: والله ما هذا إلا وادي السباع، فسمي به. وبهذا الموضع قتل 
الزبير بن العوام
 ابن عمة 
رسول الله
 لما رجع عن 
يوم الجمل
، قتله 
عمرو بن جرموز
.
[
4
]
 وذكر 
ابن بطوطة
 في رحلته أن قبر أنس بن مالك على بعد ستة أميال من البصرة بقرب وادي السباع،
[
5
]
 وأنشدَ 
سيبويه البصري
 في 
كتابه
 "مررت على وادي السباع، ولا أرى * كوادي السباع - حين يُظلم - وادياً" قال قاسم الرفاعي "المعنى: يقول: مررت على وادي السباع؛ فإذا هو واد قد أقبل ظلامه، واشتد حندسه، فلا تضاهيه أودية، ولا تماثله في تمهل من يرده من الركبان، ولا في ذعر المسافرين أو خوف القادمين عليه".
[
6
]
```